# Zona sur (película)
Zona Sur es una película dirigida por el cineasta boliviano Juan Carlos Valdivia en 2009. Fue filmada en la zona sur  en los barrios de Calacoto y La Florida, de la ciudad de La Paz en Bolivia.

## Argumento
Analiza la situación de una familia de clase alta y como esta lidia con los conflictos internos, así como con su relación con sus empleados, que son de origen indígena. La historia trata sobre la vida de una madre de familia divorciada con tres hijos a quienes cría por su cuenta. En su casa conviven con sus empleados de raíces aimaras, ambos humildes y de quienes conoce y aprende sus realidades humanas. Al finalizar la película, esta madre logra darse tiempo para dedicarse a sus hijos que estaban yendo por un camino equivocado y entablar una mejor comunicación con ellos y con sus empleados a quienes considera como parte de su familia que trabajaron en su casa por años.

## Reconocimientos
Zona Sur participó en varios festivales internacionales como el de Huelva en España, el del Nuevo Cine Latinoamericano de La Habana, el Festival Internacional de Cine de Tokio y el Festival de Cine de Sundance de 2010, obteniendo en este último los premios a mejor dirección y mejor guion en la categoría internacional